# Ricardo Anadón Frutos
Ricardo Anadón Frutos (Barcelona, 1918 - Huelva, 16 d'agost de 2013) fou un arquitecte nascut a Catalunya, que va exercir principalment a Huelva.

## Biografia
Realitza els estudis d'arquitectura a Madrid, i obté el títol el 1946. De seguida es trasllada a Huelva, on desenvoluparà la seva carrera professional i passarà la major part de la vida. Intervé en la construcció de dos edificis per a la ciutat de Huelva: l'estadi de futbol Colombino (1957) i la plaça de toros Monumental (1968). El 1956 li arriba de la Reial Acadèmia de Belles Arts de Sant Ferran el nomenament com a acadèmic corresponent a Huelva. En la seva tasca com a arquitecte municipal i urbanista, algunes de les seves actuacions destacades van ser l'ampliació de la Plaça de les Monges, la construcció de l'Església de Sant Sebastià o la reedificació de la capella de Sant Antoni Abat. També va fer l'edifici de l'hotel Costa de la Luz i diversos barris residencials.

## Premis i distincions
- Membre corresponent de la Reial Acadèmia de Belles Arts de San Fernando representant Huelva (1956)
- Premi Nacional d'Arquitectura (1947)